# Église Saint-Pierre-et-Saint-Paul de Kriva Reka
Pour les articles homonymes, voir Église Saint-Pierre-et-Saint-Paul.
L'église Saint-Pierre-et-Saint-Paul de Kriva Reka (en serbe cyrillique : Црква Светих Петра и Павла у Кривој Реци ; en serbe latin : Crkva Svetih Petra i Pavla u Krivoj Reci) est une église orthodoxe serbe située à Kriva Reka, dans la municipalité de Brus et dans le district de Rasina, en Serbie. Elle est inscrite sur la liste des monuments culturels de grande importance de la république de Serbie (identifiant no SK 404),,.
Une tombe et le site des « victimes exécutées » lors d'une expédition punitive nazie en 1942 est classé en même temps que l'église.

## Présentation
L'église, située sur les pentes des monts Kopaonik, a été construite en 1618 et peinte en 1621 ; des fresques d'origine, il ne subsiste que des fragments,.
Elle est caractéristique des églises construites pendant la domination ottomane,. Elle est constituée d'une nef unique précédée d'un narthex formant un espace distinct,.
Pendant la Seconde Guerre mondiale, le 11 octobre 1942, une expédition punitive nazie menée par la 7e division SS Prinz Eugen appuyée par les Bulgares a fait sauter l'église ; 30 personnes qui étaient venues pour prier, ont été enfermées dans l'édifice et ont trouvé la mort dans l'explosion,, principalement des femmes et des enfants. L'expédition a duré du 10 au 16 octobre 1942 et l'on estime qu'environ 60 % de la population du village a été tuée.
Les fresques ont été restaurées en 1975-1976,. En 2017, des travaux d'aménagement du parvis de l'église ont été entrepris pour le transformer en parc commémoratif.